# Paz Nery Nava
Paz Nery Nava Bohorquez (Uncía, Departamento de Potosí, Bolivia, 1916 – Suiza, 1979) fue una poeta, novelista y educadora boliviana.
En, 1934, egresó como maestra titulada en la Escuela Normal de Sucre, realizando estudios complementarios en Chile en 1960. Obtuvo la licenciatura de Trabajadora Social en 1948, convirtiéndose ésta en su segunda profesión.  Fue parte del grupo ‘Fuego de la Poesía’. Dictó varias conferencias en Bolivia y en el exterior del país. Fue directora de la Oficina de la Mujer del Ministerio de Trabajo en 1965 y presidenta de la Asociación Nacional de Asistentes Sociales en 1963. Trabajó como orresponsal de la revista ‘Lírica Hispánica’ de Caracas. Se casó con el pintor, poeta y titiritero Luis Luksic con quien tuvo a sus hijo Carlos. 
Fue asistente del Primer Congreso Feminista de Bolivia en 1936, en representación del departamento de Oruro. En 1964, junto a Yolanda Bedregal, Hugo Molina Viaña, Alberto Guerra, Beatriz Schulze, Elda de Cárdenas,   y Rosa Fernández de Carrasco forman la Unión de Poetas para niños.

## Obra
Su obra comprende la novela y la poesía, su obra poética está dirigida principalmente a los niños y es calificada de diáfana y graciosa.Su obra es a menudo citada como referente de literatura y educación infantil.
- Silabario de sueños, 1957
- Distancias interiores, 1965
- Estaciones de tu ausencia, 1969
- Ritual de la Sombra, 1974
- Misturita, 1977
- Lina, 1971
- Lenguaje funcional en la escuela primaria, 1959

## Reconocimientos
Su novela Lina,  fue reconocida con una 1ª Mención en concurso convocado por la Universidad Técnica de Oruro en 1968.
María Luisa de Urioste se refiere a su obra en los siguientes términos: 
“La novela LINA de la escritora, maestra y trabajadora social Paz Nery Nava, inicia una temática demostrativa de influencia de la Educación como normas pedagógicas y de asistencia social científica, lejos ya de la beneficencia o caridad empíricas. En ella se ve que su autora tiene marcada habilidad para pintar sinceramente el bajo fondo paceño que conoce al detalle por su carrera de pedagoga y trabajadora social…”.

## Homenajes
En su honor fue nombrada una calle de Alto Obrajes en La Paz, y dos escuelas de la misma ciudad llevan su nombre.